# ART4
ART4 (англ. ADP-ribosyltransferase 4 (Dombrock blood group)) – білок, який кодується однойменним геном, розташованим у людей на короткому плечі 12-ї хромосоми. Довжина поліпептидного ланцюга білка становить 314 амінокислот, а молекулярна маса — 35 878.
| 10         |  | 20         |  | 30         |  | 40         |  | 50         |
| ---------- |  | ---------- |  | ---------- |  | ---------- |  | ---------- |
| MGPLINRCKK |  | ILLPTTVPPA |  | TMRIWLLGGL |  | LPFLLLLSGL |  | QRPTEGSEVA |
| IKIDFDFAPG |  | SFDDQYQGCS |  | KQVMEKLTQG |  | DYFTKDIEAQ |  | KNYFRMWQKA |
| HLAWLNQGKV |  | LPQNMTTTHA |  | VAILFYTLNS |  | NVHSDFTRAM |  | ASVARTPQQY |
| ERSFHFKYLH |  | YYLTSAIQLL |  | RKDSIMENGT |  | LCYEVHYRTK |  | DVHFNAYTGA |
| TIRFGQFLST |  | SLLKEEAQEF |  | GNQTLFTIFT |  | CLGAPVQYFS |  | LKKEVLIPPY |
| ELFKVINMSY |  | HPRGNWLQLR |  | STGNLSTYNC |  | QLLKASSKKC |  | IPDPIAIASL |
| SFLTSVIIFS |  | KSRV       |  |            |  |            |  |            |

A: Аланін

C: Цистеїн

D: Аспарагінова кислота

E: Глутамінова кислота

F: Фенілаланін

G: Гліцин

H: Гістидин

I: Ізолейцин

K: Лізин

L: Лейцин

M: Метіонін

N: Аспарагін

P: Пролін

Q: Глутамін

R: Аргінін

S: Серин

T: Треонін

V: Валін

W: Триптофан

Кодований геном білок за функціями належить до трансфераз, глікозилтрансфераз. 
Білок має сайт для зв'язування з НАД, НАДФ. 
Локалізований у клітинній мембрані, мембрані.